# Jamien Sherwood
Jamien Sherwood (Jensen Beach, 12 gennaio 2000) è un giocatore di football americano statunitense che milita nel ruolo di linebacker per i New York Jets della National Football League (NFL).

## Carriera

### New York Jets
Sherwood al college giocò a football ad Auburn. Fu scelto nel corso del quinto giro (146º assoluto) nel Draft NFL 2021 dai New York Jets. Nella settimana 7 si ruppe il tendine d'Achille e il 26 ottobre fu inserito in lista infortunati, chiudendo la sua stagione da rookie con 15 tackle in 5 presenze.
Nella stagione 2024 Sherwood si classificò terzo nella NFL con 158 placcaggi.